# Pluteus cervinus
Espèce
Pluteus cervinus, de ses noms vernaculaires, le plutée couleur de cerf ou plutée du cerf, est un champignon agaricomycète du genre Pluteus de la famille des Pluteaceae.

## Description du Sporophore
Hymenophore
Cuticule
Hymenium
Lames
Stipe
Odeur et saveur
Sporée